# WASP-2
WASP-2 är en dubbelstjärna i den södra delen av stjärnbilden Delfinen. Den har en skenbar magnitud av ca 11,98 och kräver ett teleskop för att kunna observeras. Baserat på parallax enligt Gaia Data Release 2 på ca 6,5 mas, beräknas den befinna sig på ett avstånd på ca 500 ljusår (ca 154 parsek) från solen.

## Egenskaper
Primärstjärnan WASP-2A är en orange till gul stjärna i huvudserien av spektralklass K1.5 V Den har en massa som är ca 0,84 solmassor, en radie som är ca 0,82 solradier och har en effektiv temperatur av ca 5 200 K.
Följeslagaren WASP-2C är en röd stjärna i huvudserien av spektralklass K2 - M3, som kretsar i en vid omloppsbana med en separation från primärstjärnan på ca 111 AE. Nya undersökningar av WASP-2-spektrumet 2015 har resulterat i mätning av följeslagarens temperatur till 3 513 ± 28 K och vinkelseparation på 0,73 bågsekund. Konstellationen visar ett överskott av infraröd strålning av okänt ursprung.

## Planetsystem
WASP-2 har en exoplanet WASP-2b, upptäckt av SuperWASP-projektet 2006.
| Planet | Massa              | Halv storaxel (AE) | Siderisk omloppstid (d) | Excentricitet | Inklination | Radie |
| ------ | ------------------ | ------------------ | ----------------------- | ------------- | ----------- | ----- |
| b      | ≥ 0,882 ± 0,027 MJ | 0,0308 ± 0,0004    | 2,15222144 ± 0,0000004  | 0± 0,096      | -           | -     |

## Anmärkning
Följeslagaren identifieras med ett "C"-suffix för att inte förväxlas med planetbeteckningssuffixet "b".